# 裂隙樸麗魚
裂隙樸麗魚，為輻鰭魚綱鱸形目隆頭魚亞目慈鯛科的其中一種，被IUCN列為極危保育類動物，分布於非洲維多利亞湖流域，體長可達11.2公分，棲息在泥底質淺水域，生活習性不明。

## 擴展閱讀
維基物種上的相關：裂隙樸麗魚